# Fantasmas en la Patagonia
 Fantasmas en la Patagonia  es una película documental de Argentina filmada en colores dirigida por Claudio Remedi sobre su propio guion que se estrenó el 6 de marzo de 1997.
Fue realizada por egresados de la Escuela de Cine de Avellaneda y contiene testimonios de habitantes del lugar.

## Sinopsis
Documental sobre la localidad de Sierra Grande, ciudad del sudeste de la provincia de Río Negro, que hasta 1992 vivía de un yacimiento de hierro cuya mina fue cerrada por decreto gubernamental dando comienzo al éxodo de sus pobladores.      

## Comentarios
Gustavo Noriega en El Amante del Cine  escribió:

«Se ha privilegiado una puesta en escena artificiosa que llama la atención sobre el director más que sobre el drama que viven los personajes.»

Luis Cruz en Sin Cortes opinó:

«…dinamita y explora las fronteras entre el documental y la ficción sin respetar géneros…rompe con las postales exóticas…un cine con ojos y oídos bien abiertos y limpios.»

La Vereda de Enfrente dijo:

«…una de las cualidades más notables de este trabajo pasa por el contrapunto entre la tristeza y la esperanza, entre la desolación más devastadora y los caminos que se abren para sobrevivir.»

## Premios y nominaciones
Asociación de Cronistas Cinematográficos de la Argentina Premios 1998
- Nominada al Premio Cóndor de Plata a la Mejor Ópera Prima.
- 1.er Premio Mejor Documental. VII Festival de Cine Nacional, Pergamino, Argentina 1997.
- Nominada como mejor ópera prima, Premios Cóndor de Plata 1998. Asociación de Cronistas Cinematográficos de la Argentina.
- Invitada a la Semana de Cine Argentino de Autor. Montevideo, Uruguay 1998.
- Selección XII Festival de Cine Latinoamericano de Trieste, Italia 1997.
- Film participante de la Muestra de Preestrenos de Cine Argentino, Mar del Plata 1997.
- Selección 1.er Festival de Derechos Humanos de América Latina y el Caribe, Buenos Aires 1997.
- Selección 1.er Festival de Cine y Video Documental, Avellaneda 1997.
- Selección XVIII Festival Internacional del nuevo Cine Latinoamericano de La Habana, Cuba 1996.
- Selección 15.º Rencontres Cinemas de Amerique Latina Toulouse, Francia 2003 como parte de la retrospectiva del grupo de boedo films.
- Selección 26.º Festival International Cinéma du Réel, Francia 2004, como parte del programa L´Argentine dans tous ses états.
- Selección V Festival Internacional de Cine y Video de Derechos Humanos DerHumALC, Buenos Aires, 2003.